# Grandchamps-des-Fontaines
Grandchamps-des-Fontaines (also spelled: Grandchamp-des-Fontaines) là một xã thuộc tỉnh Loire-Atlantique, trong vùng Pays de la Loire ở phía tây nước Pháp. Xã này nằm ở khu vực có độ cao từ 8-70 mét trên mực nước biển. Theo điều tra dân số năm 2007 của INSEE, xã có dân số 4334 người.